# Dalhousie University
Die Dalhousie University ist eine staatliche Universität in Halifax. Als größte universitäre Einrichtung in den atlantischen Provinzen bietet sie ein umfassendes Angebot an Studiengängen. Sie ist Mitglied in der U15 Group of Canadian Research Universities, einer Gruppe von führenden Hochschulen Kanadas.

## Geschichte

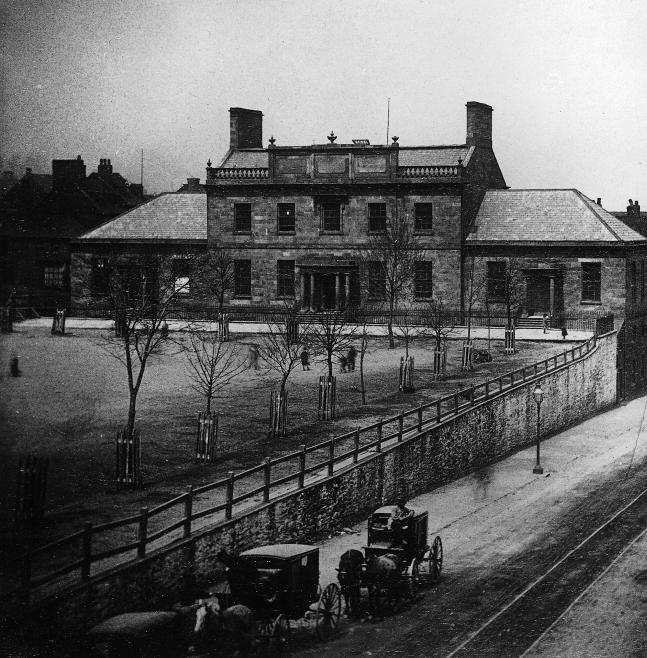
Dalhousie College im Jahr 1871

Die Universität wurde 1818 als staatliche Universität von George Ramsay, 9. Earl of Dalhousie, gegründet. Zur Finanzierung verwendete Ramsay dabei Steuergelder, die er während des Britisch-Amerikanischen Krieges im besetzten Maine an sich gebracht hatte. Bei der Grundsteinlegung am 22. Mai 1820 sagte Ramsay, dass die Universität „auf dem Prinzip der Toleranz aller Religionen“ gegründet sei. Sie ist damit eine von nur drei Universitäten, deren säkulare Wurzeln soweit zurück reichen. Obwohl die Dalhousie University bereits 1818 offiziell gegründet wurde, nahmen die ersten Studenten ihr Studium erst am 1. November 1838 auf. Nach dem Tod des ersten Dekans Thomas McCulloch 1843 schloss die Universität ihre Türen vorübergehend wieder. Erst 1863 wurde sie wiedereröffnet.
Im Jahr 1866 wurde zum ersten Mal der Abschluss Bachelor of Arts verliehen.
1876 hielt man Prüfungen in Kunst, Medizin und Rechtswissenschaften ab und verlieh entsprechende Abschlüsse.
Die Dalhousie University unterschied sich von anderen Bildungseinrichtungen durch ihre zentrale Lage in der Innenstadt von Halifax. Heute befindet sich an der Stelle des ursprünglichen Campus das Rathaus. Diese Lage machte sich nicht nur eine Brauerei zunutze, die noch in den Gründungsjahren das Kellergeschoss des Universitätsgebäudes als Lager nutzte. Auch die große Zahl der Studenten, die aus der Stadt stammten und die Zusammensetzung des Lehrkörpers aus örtlichen Fachkräften sind vor allem durch diese Lage erklärbar. So konnte schon früh die Fakultäten für Medizin (ab 1868) und Rechtswissenschaften (ab 1883) etabliert werden.
Die Finanzierung des Lehrbetriebs blieb bis in die 1880er Jahre schwierig. Erst mit den Spenden des Philanthropen George Munro entspannte sich die Lage, die Studentenzahl stieg an und die Universität wurde über die Grenzen der Stadt hinaus bekannt.
Die Farben der Universität schwarz und gold haben ihren Ursprung in den Trikots der Rugby-Mannschaft, die sie zusammen mit dem Wappen noch heute trägt.

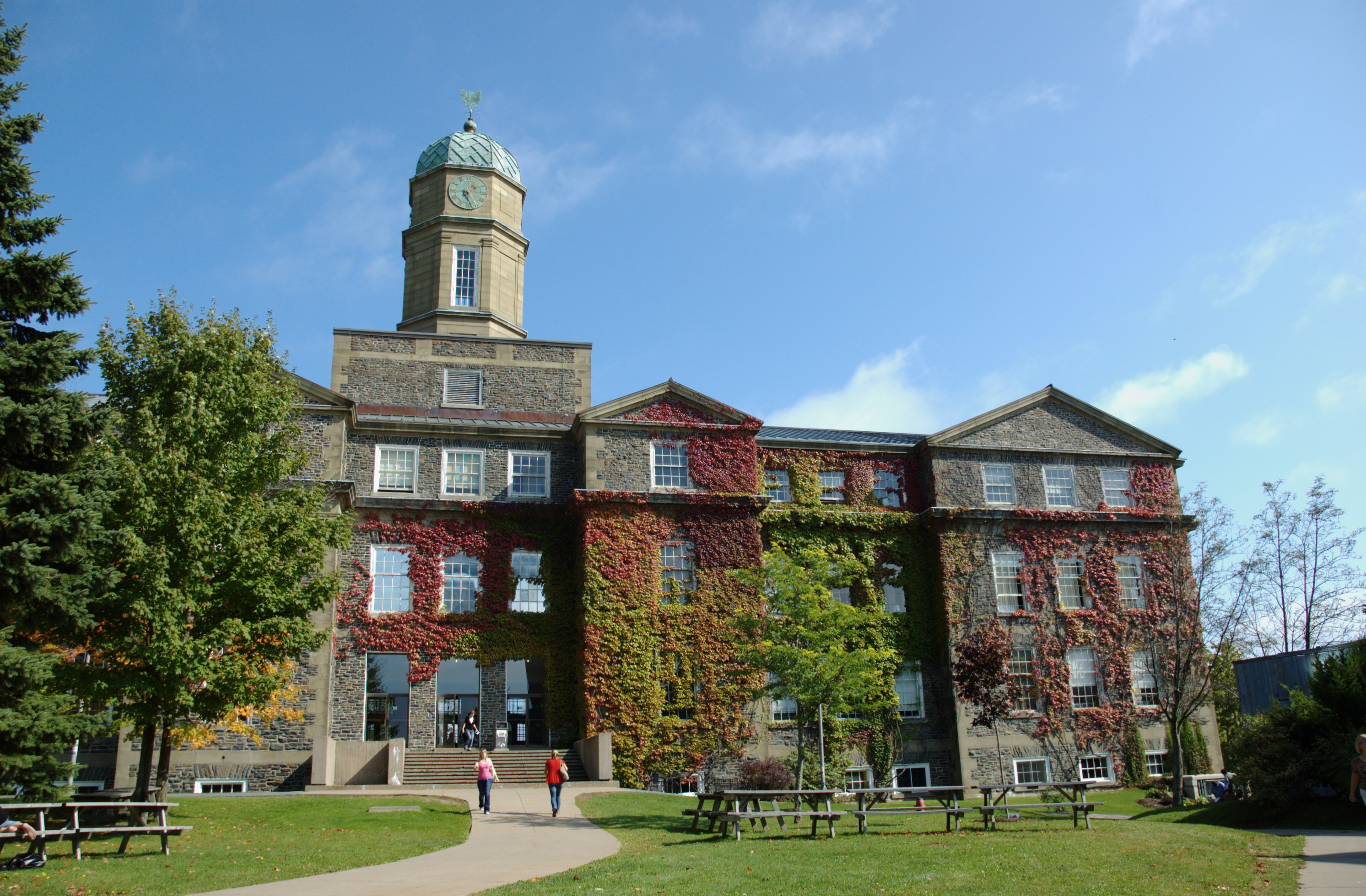
Henry Hicks Building

Als 1920 die University of King's College in Windsor (Nova Scotia) niederbrannte, erhielt sie eine Spende der Carnegie Corporation of New York. Mit Hilfe diesen Geldes konnte der Umzug nach Halifax erfolgen. Zwischen Dalhousie und der King’s College University entstand nun eine enge Partnerschaft, die bis heute besteht. So haben beide Universitäten eine gemeinsame Fakultät für Kunst und Wissenschaft.
1936 wurde das Institut für öffentliche Angelegenheiten gegründet.
Ab 1960 baute die Universität eine Sporthalle, die Killam Library, ein Zentrum für Biowissenschaften, das Gebäude für das Studentenwerk und ein eigenes Heizkraftwerk. Hieraus entwickelte sich der Hauptcampus Studley Campus.
Zur selben Zeit wurde das Tupper Building gebaut, das die Medizinische Fakultät beherbergt und es wurden Anbauten an verschiedenen Gebäuden vorgenommen um Platz für die Fakultäten für Pharmazie und Zahnheilkunde zu schaffen. Diese Gebäude bilden den Carleton Campus, der sich in unmittelbarer Nähe des Hauptcampuses und zweier Lehrkrankenhäuser befindet.
1961 nahm das Nova Scotia Technical College den Lehrbetrieb auf. Hieraus entwickelte sich später die Technical University of Nova Scotia (TUNS) als zunächst eigenständige Universität. Auf Druck der Regierung kam es 1997 zum Zusammenschluss der Dalhousie University mit der Technical University of Nova Scotia und die Fakultäten für Ingenieurwissenschaften, Architektur und Informatik entstanden. Während sich die beiden letzten auf dem Sexton Campus, östlich des Carleton Campus befinden, ist die Informatikfakultät im Goldberg Computer Science Building auf dem Studley Campus untergebracht.

## Fakultäten
Die Dalhousie University besteht aus dreizehn Fakultäten:
- Agrarwissenschaften
- Architektur und Planung
- College of Continuing Education (Weiterbildung)
- Kunst und Sozialwissenschaften (darin auch die Abteilung für englische Sprache)
- Informatik
- Zahnmedizin
- Ingenieurwissenschaften Studenten können sich dort auf folgende Fachrichtungen spezialisieren: Biotechnik, Verfahrenstechnik, Bauingenieurwesen, Elektrotechnik, Wirtschaftsingenieurwesen, Maschinenbau, Metallurgie und Bergbautechnik
- Graduiertenkolleg
- Gesundheitswissenschaften
- Rechtswissenschaften
- Management
- Medizin
- Naturwissenschaften

## Leben auf dem Campus
Die Universitätszeitung Dalhousie Gazette wurde 1868 ins Leben gerufen und ist damit die älteste ihrer Art in Kanada und eine der am längsten ohne Unterbrechung erscheinenden Zeitungen Nordamerikas.
Das Lied Carmina Dalhousiana (Halifax 1882) gilt als Hymne der Universität und wird bei offiziellen Anlässen wie Abschlussfeiern und Sportveranstaltungen regelmäßig gesungen.
Der erste Freitag im Februar eines jeden Jahres wird als Munro Day zu Ehren des Mäzens George Munro gefeiert.

## Sport
Die Sportmannschaft der Universität, die Dalhousie Tigers ist Teil der Atlantic University Sport (AUS), einer Vereinigung kanadischer Universitätsmannschaften. Zudem hat die Universität 14 weitere Sportmannschaften der Männer und Frauen wie beispielsweise Fußball, Basketball und Volleyball. Im Gesamten umfassen diese Teams über 300 Athleten, Trainer und Betreuer.
Seit 1990 haben die Dalhousie Tigers 127 Titel der AUS, fünf der Vereinigung Canadian Interuniversity Sport (CIS) und unzählige Einzelmedaillen errungen.

## Universitäre Einrichtungen
Die Gebäude der Universität sind auf drei Standorte auf der Halbinsel um die Stadt Halifax verteilt, die nur wenige Minuten Fußweg voneinander entfernt sind. Der größte Standort ist Studley Campus, der von dem Architekten Andrew R. Cobb entworfen wurde. Der Campus hat die Form eines Rechtecks und wird im Norden von der Coburg Street, im Osten von der Robie Street, im Süden von der South Street und im Westen von der Oxford Street begrenzt. Die University Avenue verläuft durch das Gelände.
Studley Campus ist der Hauptcampus, auf dem im Wesentlichen Veranstaltungen der Studiengänge Kunst, Sozial- und Naturwissenschaften sowie die Vorlesungen der Erstsemester der Fakultäten für Ingenieurs- und Rechtswissenschaften stattfinden. Neben vielen anderen Gebäuden befinden sich dort das Henry Hicks Building, in dem die Verwaltung untergebracht ist, die Killiam Library, das Zentrum für Biowissenschaften, das Marion McCain Building, das die Fakultäten für Kunst und Sozialwissenschaften beherbergt, sowie das Kenneth C. Rowe Management Building und das Gebäude des Studentenwerks. Ende 2010 wurde das Mona Campbell Building eröffnet, in dem sich beispielsweise die Fakultät für Sozialwissenschaften befindet.
Folgt man der Robie Street in Richtung Osten gelangt man direkt zum Carleton Campus. Hier befinden sich die Gebäude der Fakultäten für Zahnheilkunde, Medizin und Gesundheitswesen.
Ein weiteres Stück Richtung Innenstadt liegt der Sexton Campus. Ursprünglich war hier die Technical University of Nova Scotia beheimatet. Nun finden sich hier die Einrichtungen der Fakultäten für Architektur und Ingenieurwissenschaften.

## Entwicklung der letzten 25 Jahre
Der Haushalt der Universität ist ausgeglichen. Es entstanden auf dem Universitätsgelände verschiedene Neubauten, darunter im Oktober 1999 ein Gebäude für die Fakultät für Informatik. Kurz darauf wurde das Marion McCain Arts and Social Sciences Building eingeweiht. Das Studentenwohnheim Howe Hall wurde ausgebaut und um das Fountain House erweitert. Zudem wurden mit der John Risley Hall weitere Unterkünfte für Studenten geschaffen. Das Kenneth C. Rowe Management Building wurde im Oktober 2005 eröffnet. Das neue Life Sciences Research Institute wurde 2011 eröffnet.
Am 6. und 7. März 2007 stimmten die Studenten über den Plan der Universität ab, neue Räumlichkeiten für Studenten zu schaffen und bestehende zu renovieren. Der Plan wurde mit 57,3 % der Stimmen abgelehnt. Wäre der Plan angenommen worden, hätten die Studiengebühren um $10 pro Unterrichtseinheit erhöht werden müssen.

## Zahlen zu den Studierenden
Von den 20.380 Studierenden im Oktober 2020 (2019: 19.645) waren 17.948 als Vollzeitstudenten eingeschrieben und 2.432 als Teilzeitstudenten. Im Dezember 2020 gab es 15.574 Studenten, die ihren ersten Studienabschluss anstrebten und damit undergraduates waren. Davon waren 8.443 weiblich (54,2 %) und 7.129 männlich (45,8 %). Die Zahl der Alumni wurde für den Herbst 2020 mit 148.569 angegeben.
Im Herbst 2012 waren 17.473 Personen für ein Vollzeitstudium eingeschrieben (2011: 16.714). Davon waren 14.055 in Bachelor-Studiengängen (2011: 13.296) und 3.418 in Aufbaustudiengängen (2011: 3.249).

## Ausgewählte Mitglieder des Lehrkörpers
- Said Awad, Urologie

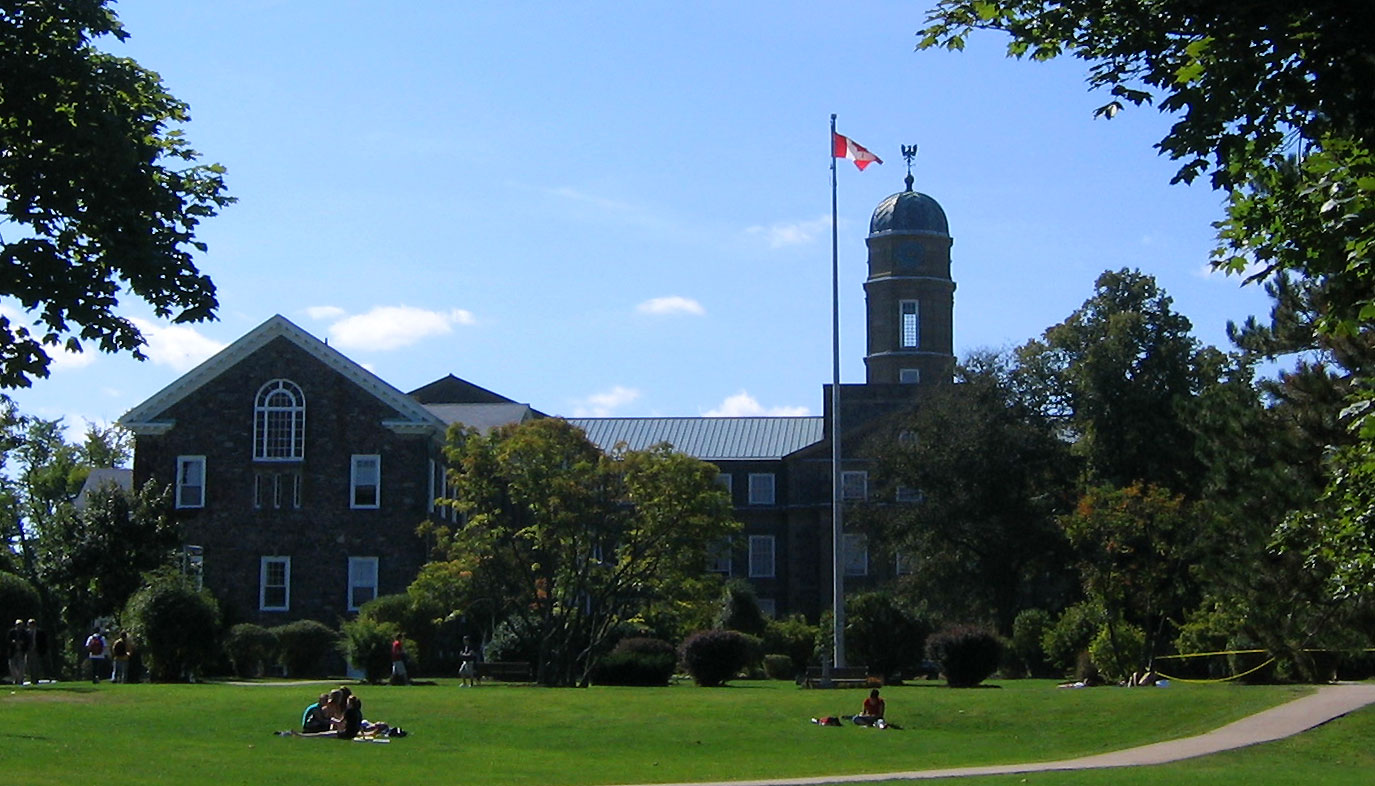
Blick auf das A&A Building

- W. Ford Doolittle (* 1941) – Biochemie, Evolution
- Axel Becke (* 1953) – Chemie
- Jonathan Borwein – Informatik, Experimentelle Mathematik
- David M. Cameron – Politikwissenschaften
- Lars Osberg – Wirtschaftswissenschaften
- Robert Rosen – Biophysik
- Keith R. Thompson – Ozeanographie, Statistik
- Richard J. Wood – Mathematik
- Jeff Dahn – Elektrochemie

## Alumni
- Richard Bennett Hatfield (1931–1991), ehemaliger Premierminister der Provinz New Brunswick
- Scott Brison (* 1967), Unterhausabgeordneter – Bachelor of Commerce
- Barbara Fris, Sopranistin – Bachelor of Music (Performance)
- Erik Demaine (* 1981), Stipendiat der John D. und Catherine T. MacArthur Foundation
- Albert Ross Hill, Präsident der University of Missouri (1908–1921)
- George Laurence, Nuklearphysiker
- Michael Leir, kanadischer Hochkommissar in Australien
- Shaun Majumder (* 1972), Schauspieler
- Alexa McDonough, frühere Vorsitzende der Neuen Demokratischen Partei
- Lucy Maud (L.M.) Montgomery (1874–1942), Autorin des Kinderbuchs Anne auf Green Gables (1895, 1896)
- Chris Murphy, Bassist und Sänger der Gruppe Sloan
- Kathryn D. Sullivan (* 1951), Astronautin
- George Elliott Clarke (* 1960), Autor
- Charles Peter McColough, CEO von Xerox
- Kishore Mahbubani (* 1948), früherer Botschafter Singapurs in den Vereinigten Staaten, Dekan der Lee Kuan Yew School of Public Policy